# Охрана (фильм)
«Охрана» — итальянский кинофильм.

## Сюжет
La Scorta (Ла Скорта) — в переводе с итальянского означает «охрана».
Фильм «La Scorta» — это триллер о нескольких итальянских карабинерах (Ла Скорта), назначенных на «временную дополнительную обязанность» (TAD) в опасной миссии 24 часа в сутки защищать и охранять нового судью на Сицилии, который заменяет его убитого предшественника. Судья исследует владельцев, служащих и «друзей» «Водной Монополии», организации, предположительно связанной с сицилийской мафией, и поддерживающей преступления и убийства.
Честный судья Микеле ди Франческо (Карло Чекки) переводится в коррумпированную область Сицилии. Его предшественник, судья Рицци, был убит с его охраной. Молодой герой по имени Анжело Мандолези (Клаудио Амендола) принят на работу в телохранители. Судья и его охрана пытаются обнаружить, чьи «пальцы были смазаны жиром» для развития местной «Водной Монополии». Анжело хочет найти убийц судьи Рицци и его охраны.
Третий фильм молодого режиссёра Рики Тоньяцци, сына знаменитого актера Уго Тоньяцци.

## В ролях
- Клаудио Амендола[англ.] — Анжело Мандолеси
- Энрико Ло Версо[англ.] — Андреа Корсале
- Карло Чекки[англ.] — судья Микеле Де Франческо
- Рики Мемфис[англ.] — Фабио Муцци
- Тони Сперандео[англ.] — Раффаэле Фраска
- Лоренца Индовина[англ.] — Лиа Корсале
- Уго Конти[англ.] — Никола
- Рита Саваньоне[англ.] — мать Анжело
- Джованни Аламиа[итал.] — Нино Карабба
- Франческа Д'Алоя[англ.] — Анна Спано